# Antonio Maglio (medico)
Antonio Maglio (Il Cairo, 8 luglio 1912 – Roma, 7 gennaio 1988) è stato un medico italiano, specialista in neuropsichiatria, dirigente dell'Inail e figura chiave per la nascita dei Giochi paralimpici, la cui prima edizione si tenne a Roma nel 1960 grazie alla sua iniziativa. Direttore del Centro Paraplegici di Villa Marina a Ostia, sul litorale romano, ha dedicato la sua vita professionale al miglioramento delle condizioni esistenziali e al reinserimento sociale delle persone affette da lesione spinale.

## Biografia
Futuro luminare delle terapie di riabilitazione per persone con paraplegia dovuta a mielolesioni, Antonio Maglio trascorse i primi 17 anni di vita in Egitto in quanto figlio di un diplomatico, il padre Raffaele, che svolgeva i propri incarichi presso la corte di re Fuad I. L’ambiente cosmopolita e denso di stimoli intellettuali dei suoi primi anni di formazione ha di certo contribuito allo sviluppo di una personalità volitiva, aperta al cambiamento e alla curiosità verso culture e prospettive diverse (parlava disinvoltamente l’inglese, il tedesco e l’arabo).  Al conseguimento del diploma liceale, fece ritorno in Italia dove si laureò in Medicina e Chirurgia presso l'Università degli Studi di Bari nel 1935.
Negli anni universitari, frequentò movimenti studenteschi, come l'Azione cattolica e la Federazione universitaria cattolica italiana, osteggiati dal regime fascista che, in quel momento storico, viveva il suo massimo consenso. Proprio in questo periodo strinse amicizia con Aldo Moro, all’epoca studente di giurisprudenza nello stesso ateneo, col quale mantenne ottimi rapporti per tutta la vita, fino alla tragica fine dello statista.
Abilitato all’esercizio della professione medica nel 1936, due anni dopo, nel 1938, venne assunto dall’Inail e si trasferì a Trieste presso la Consulenza medica dell’Istituto.
Durante la Seconda guerra mondiale, prestò servizio come ufficiale medico sul fronte italo-jugoslavo, dove diresse il servizio sanitario del 34° reggimento artiglieria divisione Sassari, ed ebbe modo di assistere numerosi soldati con gravi lesioni, tra cui paraplegie dovute a compromissione del midollo spinale. Tutte esperienze che probabilmente orientarono il futuro professionale del medico che, qualche anno più tardi, avrebbe promosso un approccio innovativo per il trattamento e la riabilitazione dei pazienti mielolesi.
Dopo la guerra, Maglio si specializzò in neurologia e psichiatria e divenne assistente volontario presso la cattedra di “Clinica delle malattie nervose e mentali” della facoltà di Medicina e Chirurgia dell’Università di Roma - La Sapienza, incarico che ricoprì fino al 1957. Nei suoi studi delle lesioni midollari, trovò grande ispirazione nelle terapie sperimentali utilizzate presso l'ospedale di Stoke Mandeville (nel Sud-Est dell'Inghilterra), il più importante centro di riabilitazione motoria inglese dell’epoca. Qui, un brillante neurologo ebreo tedesco espatriato nel 1939 e naturalizzato inglese, Ludwig Guttmann, direttore del centro, aveva introdotto i veterani di guerra con lesioni spinali allo sport come forma di riabilitazione. Convinto che lo sport fosse una chiave fondamentale per offrire ai pazienti non solo una terapia fisica ma anche una medicina per lo spirito, Maglio abbracciò questa visione innovativa e stabilì con Guttmann un intenso e proficuo rapporto professionale e umano.
Nel 1957 fu nominato direttore del neocostituito Centro Paraplegici dell'Inail "Villa Marina", a Ostia. Ispirandosi ai programmi di sport-terapia di Guttmann, Maglio adottò metodologie moderne che rivoluzionarono le terapie riabilitative fino a quel momento speerimentate in ambito medico in Italia, grazie anche alla pratica di discipline come atletica leggera, nuoto, pallacanestro, scherma, tennistavolo, tiro con l'arco per il trattamento dei mielolesi. Tutto questo comportò una significativa riduzione dei tassi di mortalità tra i pazienti, contribuendo a migliorare il loro benessere psicologico.
Antonio Maglio fu un uomo lungimirante, nonché un pioniere. All’epoca non esisteva il concetto di riabilitazione per chi aveva una lesione midollare, si pensava che le persone con questo tipo di disabilità non potessero recuperare un ruolo civile e sociale. Introdusse concetti fino ad allora ignoti nel protocollo del tempo, come la presa in carico dei pazienti, la terapia occupazionale, il reinserimento socio-lavorativo. In breve, sotto la sua direzione Villa Marina divenne un centro di eccellenza per il recupero psico-fisico delle persone affette da lesioni midollari.
Per Maglio la riabilitazione, per essere efficace, doveva includere il recupero psicologico dei pazienti, la ricostruzione dell'autostima e della volontà di reinserirsi nella società. Le persone mielolese, spesso, soffrivano di depressione grave, erano destinate a rimanere emarginate ed erano a rischio suicidio. Maglio individuò lo sport quale strumento determinante per raggiungere l’obiettivo del loro reinserimento nella società e stabilì nuovi protocolli per permettere di praticarlo come terapia all’interno del Centro paraplegici di Ostia. Venne predisposto intorno al Centro tutto il necessario, sfruttando anche il luogo geografico, vicino al mare. Maglio inserì nei protocolli, per esempio, l’idroterapia: fece costruire una barca con una panca che permetteva di calare in mare i pazienti disabili e così sfruttò a fini terapeutici il ruolo anti-gravitazionale dell'acqua. Inoltre, vennero realizzati campi di pallacanestro e i pazienti furono avviati a quasi tutte le pratiche sportive esercitate dagli atleti olimpici.
La nascita dei Giochi Paralimpici
Sin dal 1956 Maglio aveva iniziato a far partecipare i suoi pazienti ai Giochi internazionali di Stoke Mandeville, competizione sportiva per atleti in carrozzina organizzata dal suo collega Ludwig Guttmann, che dal 1948 si teneva appunto nella cittadina britannica. Nel 1958, Maglio propose a Guttmann di far svolgere la manifestazione a Roma nel 1960, in modo da poter sfruttare l'opportunità offerta dalle Olimpiadi che si sarebbero tenute in Italia in quell'anno. Grazie alla determinazione e alla capacità organizzativa del medico italiano, l'ambizioso progetto di combinare i Giochi per persone con disabilità con le Olimpiadi divenne realtà. A settembre del 1960, Roma ospitò la prima edizione ufficiale dei Giochi Paralimpici (all’epoca non ancora noti con questo nome) al complesso sportivo "Tre Fontane" e alla piscina del Foro Italico. La manifestazione, svoltasi subito dopo le Olimpiadi, coinvolse 400 atleti provenienti da 22 paesi, un evento che segnò una svolta storica nella percezione della disabilità e dello sport e che nel 1984 fu riconosciuto dal Comitato Paralimpico Internazionale come la prima edizione delle Paralimpiadi. Per la prima volta nella storia, i giochi degli atleti paraplegici furono inseriti nel contesto dello sport olimpico, subito dopo lo svolgimento delle Olimpiadi. Fu superata la visione di separatezza e quasi “ghettizzazione” che caratterizzava invece l’organizzazione dei Giochi di Stoke Mandeville.
In base alle parole della moglie Maria Stella Calà Maglio, tra Antonio Maglio e Ludwig Guttmann c’era una «profonda amicizia. Guttmann mi disse: "Signora, lei ha sposato il miglior riabilitatore d’Europa". Testuali parole».
Maglio continuò a dedicarsi con passione alla promozione dello sport paralimpico fino agli anni ‘80, facendo gareggiare numerosi atleti paraplegici italiani nelle competizioni internazionali. Grazie al suo instancabile impegno, contribuì a costruire una società più inclusiva e rispettosa verso le persone con disabilità.
Antonio Maglio può essere considerato un precursore dei tempi per il suo approccio innovativo alla disabilità. Negli anni immediatamente pre e post-bellici, la società vedeva le persone mielolese come esseri umani irrecuperabili e lo Stato le considerava solo come persone da assistere e indennizzare. Per Maglio il paziente mieloleso doveva invece essere considerato un cittadino come gli altri. E ciò poteva realizzarsi in pieno soltanto con un adeguato reinserimento nel proprio contesto sociale: la famiglia, la scuola, l’ambiente lavorativo. Questo per Maglio rappresentava uno dei cardini del percorso riabilitativo da lui ideato.
La carriera
Al di là dell’exploit paralimpico del 1960, la carriera di Antonio Maglio, a partire dall’assunzione presso la Consulenza medica dell’Inail del 1938 e passando per la nomina a direttore del Centro Paraplegici "Villa Marina" nel 1957, è proseguita con affermazioni costanti: la promozione a Direttore sanitario centrale nel 1968, quella a Responsabile della direzione del Servizio per la gestione dell’assistenza ai grandi invalidi nel 1969, l’incarico di Sovrintendente medico generale nel 1971 e di Vice direttore generale del 1972, fino al pensionamento arrivato il 1º gennaio 1977.
Vita privata

Nel 1972 sposò in seconde nozze Maria Stella Calà. Da una precedente unione ha avuto un figlio, deceduto all’età di sei anni a causa di una meningite. La moglie ricorda ancora oggi il defunto marito come una persona umile e buona.
«Non ha mai cercato la gloria, non ha fatto ciò che ha fatto per la gloria, ma lo ha realizzato per le persone, affinché potessero tornare alla vita così come tutte le altre. È stata veramente una missione illuminante e lungimirante. [...] Lui non ha mai cercato la gloria, non ha mai detto "Io ho fatto questo". L’ho anche rimproverato per questo, gli dicevo che non si era fatto brevettare nulla. La sua risposta: "Sarebbero costate di più alle persone disabili". E se io gli dicevo che qualcun altro l’aveva fatto, lui rispondeva: ‘Ma non sono stato io’. Che persona era Antonio Maglio».
Si spense a Roma il 7 gennaio 1988 per un malore cardiaco.
Eredità e iniziative commemorative
Antonio Maglio è ricordato come uno dei più grandi pionieri dello sport paralimpico. La sua visione ha trasformato la percezione della disabilità attraverso lo sport, promuovendo la riabilitazione fisica e psicologica e l'integrazione sociale delle persone con disabilità in un periodo storico nel quale la tendenza più diffusa era quella di relegarle ai margini della comunità. Per Maglio, invece, la disabilità non era un limite insormontabile, ma una condizione che, con il giusto supporto, poteva essere affrontata con successo. Una concezione di estrema apertura e modernità, sostenuta da un carattere risoluto e molto netto nell’esprimere e portare avanti le proprie convinzioni, che emergono anche dai suoi scritti non scientifici, come ad esempio i Quaderni del tempo libero, sorta di diario pubblico nel quale, già nel 1960, riporta senza mezzi termini il proprio pensiero: “I residui di una pietistica mentalità medievale, per cui l’amputato o il paralitico devono suscitare compassione negli animi generosi, devono essere combattuti come dannosissimi. Un invalido modernamente inteso, cioè sufficientemente riabilitato nel corpo e nello spirito, e possibilmente reinserito in un’attività produttiva, non deve suscitare compassione e non ha bisogno della pietà di nessuno.” E ancora: “Il modo migliore per occupare il tempo di un invalido al lavoro è quello di farlo lavorare e ciò, oggi, non deve sembrare un paradosso, ma solo la dimensione moderna di una questione ora sospinta da nuove esigenze economiche e da nuove risorse tecnico-sanitarie.”
Il suo lavoro e il suo pensiero rivoluzionario hanno contribuito a ridurre il tasso di mortalità tra chi aveva subito lesioni midollari, migliorandone al contempo la qualità della vita e promuovendone il reinserimento nella società.
I Giochi Paralimpici, oggi un evento che mobilita milioni di spettatori in tutto il mondo, devono a lui una parte fondamentale della loro storia.
Con la sua opera, Maglio ha lasciato un segno profondo non solo nella storia della medicina e dello sport, ma anche nella lotta per una società più equa e inclusiva.
La vita e le opere di Antonio Maglio hanno ispirato numerosi progetti, tra i quali
- Documentari:

Dal Centro paraplegici Inail di Ostia alle prime Paralimpiadi del 1960. Cortometraggio, proiettato in anteprima il 9 giugno 2022 presso la direzione generale dell’Inail a Roma, durante il convegno dedicato alla memoria del dirigente medico e successivamente trasmesso da Rai Scuola in occasione del 62º anniversario dalle prime Paralimpiadi. Visibile qui.
We are People. Opera dei francesi Michael Jearemiasz, campione paralimpico di tennis, e Philippe Fontana, regista. Il documentario racconta al grande pubblico la storia dello sport delle persone con disabilità e, in particolare, la vicenda di Antonio Maglio.
“Recuperare la vita vera”. Video realizzato dall’Inail in occasione dell’inaugurazione dell’Auditorium della sede della Direzione generale dell’Istituto. Visibile qui.
- Fiction:

A muso duro. Campioni di vita (2022). Film dedicato alla vita di Antonio Maglio e al suo contributo al movimento paralimpico. Diretto da Marco Pontecorvo e interpretato da Flavio Insinna, il tv movie è andato in onda su Rai 1 il 16 maggio 2022 e ha ricevuto il premio Moige 2022 nella sezione Fiction e docufiction.
- Pubblicazioni:

Il volume Senza barriere - Antonio Maglio e il sogno delle Paralimpiadi (2018) di Luca Saitta ha narrato la sua vicenda umana e professionale.
- Intitolazione di strutture:

Auditorium INAIL inaugurato il 3 dicembre 2024 presso la sede della Direzione generale Inail di piazzale Giulio Pastore a Roma.
Palazzetto dello sport di Fiorano Modenese inaugurato il 6 giugno 2023
Giardini di via Raffaello Gioli a Milano inaugurati il 5 maggio 2023.
I festeggiamenti per i 65 anni del Centro Paraplegici “Gennaro Di Rosa” sito a Ostia (Roma), l’ex Villa Marina, il 24 giugno 2022, con una targa e una stanza dedicata ad Antonio Maglio, alla presenza di Maria Stella Cala Maglio e Flavio Insinna.